# Lijst van anderstalige namen voor geografische entiteiten in het Nederlandse taalgebied
Toponiemen en hydroniemen in het Nederlandse taalgebied hebben in andere talen soms afwijkende namen. Hieronder een overzicht van Nederlandstalige namen en hoe ze in andere talen worden geschreven:
| endoniem (de plaatselijke naam)           | Frans                  | Duits         | Engels                   | Spaans                      | overige |
| ----------------------------------------- | ---------------------- | ------------- | ------------------------ | --------------------------- | --- |
| Aalst                                     | Alost                  |               |                          |                             | Alostum (Latijn) Ārusuto アールスト (Japans) Oilsjt (Aalsters, carnavalstaal) |
| Amsterdam                                 |                        |               |                          |                             | Amesterdão (Portugees) Amstardām (Arabisch) Amstardam (Iers-Gaelisch) Amstelaedamum (Latijn) Amstelodamum (Latijn) Amstelodanum (Latijn) Amsterdamo (Esperanto) Amsterodam (Tsjechisch) Amszterdam (Hongaars) Amusuterudamu アムステルダム (Japans) 阿姆斯特丹 (Chinees) |
| Antwerpen                                 | Anvers                 |               | Antwerp                  | Amberes verouderd Antuerpia | Amvérsa - Αμβέρσα (Grieks) Antowāpu アントワープ (Japans) Antowerupen アントウェルペン (Japans) Antuérpia (Portugees) Antverpene (Lets) Antverpeno (Esperanto) Antverpia (Latijn) Antverpy (Tsjechisch) Antwīrb (Arabisch) Antwerpia (Pools) Anvers (Catalaans) Anversa (Italiaans) Anvēru アンヴェール (Japans) Anverusu アンヴェルス (Japans) 安特卫普 (Chinees) |
| Arnhem                                    |                        | Arnheim       |                          |                             | Arnhim (Fries) Arunemu アルネム (Japans) Arunhemu アルンヘム (Japans) Арнхем (Bulgaars) |
| Baarle-Hertog                             | Baerle-Duc             |               |                          |                             | |
| Beert                                     | Brages                 |               |                          |                             | |
| Belsele                                   | Belcele                |               |                          |                             | |
| Bever                                     | Biévène                |               |                          |                             | |
| Bonheiden                                 | Bonheyden              |               |                          |                             | |
| Borgloon                                  | Looz                   |               |                          |                             | |
| Brielle                                   |                        |               | Brill                    |                             | Den Briel (Middel-Nederlands, spreektaal) |
| Brugge                                    | Bruges                 | Brügge        | Bruges                   | Brujas                      | Briž (Servisch) Brugae (Latijn) Bruges (Italiaans, Portugees, Hongaars) Bruggia (Ouditaliaans) Bruggy (Slowaaks) Brugia (Pools) Brugis Flandrorum (Latijn) Bruĝo (Esperanto) Brugy (Tsjechisch) Brygge (Fins) Bùlŭrì 布鲁日 (布魯日) (Chinees) Buruhhe ブルッヘ (Japans) Buryūju ブリュージュ (Japans) Брюж (Bulgaars) |
| Brussel                                   | Bruxelles              | Brüssel       | Brussels                 | Bruselas                    | an Bhruiséil (Iers-Gaelisch) Bréissel (Letzeburgs) Brisel (Macedonisch, Servisch) Brisele (Lets) Brüksel (Turks) Bruksela (Pools) Brūksil (Arabisch) Brusel (Tsjechisch, Slowaaks, Indonesisch) Brusela (Baskisch) Bruselj (Sloveens) Bruselo (Esperanto) Brussels (Maleis) Brüssel (Ests) Brusselle (Italiaans, maar meestal Bruxelles) Brusseŀles (Catalaans) Brüsszel (Hongaars) Bruxelas (Portugees) Bruxella(e) (Latijn) Brwsel (Welsh) Bryssel (Zweeds, Deens, Fins) Bryuksel (Bulgaars) Bryussel Брюссель (Russisch) Брусэль (Wit-Russisch) Брюксел (Bulgaars) Bùlǔsàiěr 布鲁塞尔(布魯塞爾) (Chinees) Burasseruzu ブラッセルズ (Japans) Buryusseru ブリュッセル (Japans) Vrixéles - Βρυξέλλες (Grieks) Briessel בריסל (Hebreeuws) Брюсель (Oekraïens) |
| Damme                                     |                        |               |                          |                             | Dam (Middel-Nederlands) Dammum (Latijn) |
| De Haan                                   | Le Coq                 |               |                          |                             | |
| Dendermonde                               | Termonde               |               |                          |                             | Teneramunda (Latijn) Deirremonne (Dendermonds) |
| Den Haag                                  | La Haye                |               | The Hague                | La Haya                     | De Haach (Fries) Den Hāgu デン･ハーグ (Japans) Gaaga (Russisch) Haag (Tsjechisch, Fins, Slowaaks) Haaha (Oekraïens) Hag (Servisch) Hága (Hongaars) Haga (Pools, Roemeens) Hago (Esperanto) Hāgu ハーグ (Japans) Hēgu ヘーグ (Japans) Haia (Portugees) An Háig (Iers-Gaelisch) Kháyi (Grieks) Lāhāy (Arabisch) Lahey (Turks) L'Aia (Italiaans) Su-Furāfenhāhe ス‐フラーフェンハーヘ (Japans) Haaġ האג (Hebreeuws) |
| De Klinge                                 | La Clinge              |               |                          |                             | |
| De Panne                                  | La Panne               |               |                          |                             | |
| Deventer                                  |                        |               |                          |                             | Dimter (Fries) |
| Diets-Heur                                | Heur-le-Tiexhe         |               |                          |                             | |
| Diksmuide                                 | Dixmude                |               |                          |                             | Dixmuda (Latijn) |
| Drongen                                   | Tronchiennes           |               |                          |                             | |
| Dworp                                     | Tourneppe              |               |                          |                             | |
| Eksaarde                                  | Exaerde                |               |                          |                             | |
| Elsene                                    | Ixelles                |               |                          |                             | |
| Enschede                                  |                        |               |                          |                             | Ynskedee (Fries) |
| Galmaarden                                | Gammerages             |               |                          |                             | |
| Gelderland                                | Gueldre                | Geldern       | Guelders                 | Güeldres                    | Geldria (Pools) |
| Geldrop                                   | Gueldorp               |               |                          |                             | |
| Gent                                      | Gand                   |               | Ghent                    | Gante                       | Gan ガン (Japans) Gand (Italiaans) Gandava (Latijn) Gandavum (Latijn) Gandawa (Pools) Γάνδη (Grieks) Gaunt (Oudengels) Gēntè 根特 (Chinees) Gento (Esperanto) Gento ゲント (Japans) Ghendt (Middel-Nederlands) Guanto (Italiaans) Hento ヘント (Japans) |
| Geraardsbergen                            | Grammont               |               |                          |                             | Geertsberg (Middel-Nederlands) Gerardimontium (Latijn) Grandmont (Middel-Frans) |
| 's-Gravenvoeren                           | Fouron-le-Comte        |               |                          |                             | |
| Goetsenhoven                              | Gossoncourt            |               |                          |                             | |
| Groningen                                 | Groningue              |               |                          | Groninga                    | Grins (Fries voor de stad) Grinslân (Fries voor de provincie) Groninga (Italiaans, Portugees) Furōningen フローニンゲン (Japans) |
| Haasdonk                                  | Haesdonck              |               |                          |                             | |
| Halle                                     | Hal                    |               |                          |                             | |
| Helkijn                                   | Helchin                |               |                          |                             | |
| Herk-de-Stad                              | Herck-la-Ville         |               |                          |                             | |
| 's-Hertogenbosch Den Bosch (in volksmond) | Bois-le-Duc            | Herzogenbusch |                          | Bolduque                    | Boscoducale (Italiaans) De Bosk (Fries) Sylvia Ducis (Latijn) Su-Herutōhenbosu ス‐ヘルトーヘンボス (Japans) |
| Hoek van Holland                          |                        |               | Hook of Holland the Hook |                             | |
| Hulst                                     |                        |               |                          |                             | Hulstum (Latijn) |
| Ieper                                     | Ypres                  | Ypern         | Ypres                    |                             | Ieperen (Middel-Nederlands) Iperen (Middel-Nederlands) Īperu イーペル (Japans) Ipre (Middel-Frans) Iprae (Latijn) Ipro (Esperanto) Īpuru イープル (Japans) Ypra (Latijn) Ypres (Pools) |
| IJssel                                    |                        | Issel         |                          |                             | Isel (Fries) Isala (Latijn) |
| Jeuk bij Gingelom                         | Goyer                  |               |                          |                             | |
| Jezus-Eik                                 | Notre-Dame-au-Bois     |               |                          |                             | |
| Kallo                                     | Calloo                 |               |                          |                             | |
| Klein-Sinaai                              | Petit-Sinay            |               |                          |                             | |
| Koksijde                                  | Coxide                 |               |                          |                             | |
| Kortrijk                                  | Courtrai               |               |                          |                             | Cortricht (Middel-Nederlands) Courtray (Middel-Frans) |
| Kraainem                                  | Crainhem               |               |                          |                             | |
| Leek                                      |                        |               |                          |                             | De Like (Fries) |
| Leiden                                    | Leyde                  |               | Leyden                   |                             | Leida (Italiaans) Lejda (Pools) Leien (Fries) Raiden ライデン (Japans) Reiden レイデン (Japans) |
| Leopoldsburg                              | Bourg-Léopold          |               |                          |                             | |
| Leuven                                    | Louvain                | Löwen         | Louvain                  | Lovaina                     | Λουβαίν (Grieks) Lováin (Gaelisch) Läöve (Limburgs) Léiwen (Luxemburgs) Lovaina (Portugees) Lovaň (Tsjechisch) Lovanio (Italiaans) Lovanium (Latijn) Loveno (Esperanto) Lowanium (Pools) Лювэн (Wit-Russisch) Лувен (Russisch) Lŭwèn 魯汶 (Chinees) Rūvan ルーヴァン (Japans) |
| Lier                                      | Lierre                 |               |                          |                             | |
| Lokeren                                   | Locres                 |               |                          |                             | Lokerenas (Litouws) Локерен (Russisch) |
| Maas                                      | Meuse                  |               | Meuse                    | Mosa                        | Mosa (Latijn, Italiaans) Mása (Tsjechisch) |
| Maastricht                                | Maestricht             |               |                          | Mastrique                   | Trajectum ad Mosam (Latijn) Mestreech (Limburgs) Māsutorihito マーストリヒト (Japans) |
| Mechelen (België)                         | Malines                | Mecheln       | Malines Mechlin          | Malinas                     | Малин, Мехелен (Russisch) Mechlinia (Latijn) Meheren メヘレン (Japans) Meĥleno (Esperanto) |
| Menen                                     | Menin                  |               |                          |                             | Menina (Latijn) |
| Mesen                                     | Messines               |               |                          |                             | |
| Bad Nieuweschans                          |                        | Neuschanz     |                          |                             | Nijeskâns (Fries) Schaans (Gronings) |
| Nieuwkerken-Waas                          | Nieukerken-Waes        |               |                          |                             | |
| Nieuwpoort                                | Nieuport               |               |                          |                             | Neoportus (Latijn) |
| Nijmegen                                  | Nimègue                | Nimwegen      | Nimeguen                 | Nimega                      | Naimēhen ナイメーヘン (Japans) Nimega (Italiaans) Nimwegen (Fries) Nimwaege (Limburgs) Noviomagus (modern Latijn) |
| Ninove                                    |                        |               |                          |                             | Niniva (Latijn) |
| Norg                                      |                        |               |                          |                             | Noarch (Fries) |
| Onze-Lieve-Vrouw-Lombeek                  | Lombeek-Notre-Dame     |               |                          |                             | |
| Onze-Lieve-Vrouw-Waver                    | Wavre-Notre-Dame       |               |                          |                             | |
| Oostende                                  | Ostende                | Ostende       | Ostend                   |                             | Ostenda (Latijn, Italiaans, Pools) Osutendo オステンド (Japans) Osutando オスタンド (Japans) Ōsutende オーステンデ (Japans) |
| Opende                                    |                        |               |                          |                             | De Grinzer Pein (Fries) |
| Oudenaarde                                | Audenarde              |               |                          |                             | Aldenarda (Latijn) |
| Oudergem                                  | Auderghem              |               |                          |                             | |
| Puivelde                                  | Puyvelde               |               |                          |                             | |
| Rijmenam                                  | Rymenam                |               |                          |                             | Rymenam (Middel-Nederlands) |
| Roden                                     |                        |               |                          |                             | Roan (Fries) |
| Roermond                                  | Ruremonde              |               |                          |                             | Remunj (Limburgs) Ruermonde (Middel-Nederlands) Ruremunda (Latijn) |
| Roeselare                                 | Roulers                |               |                          |                             | |
| Ronse                                     | Renaix                 |               |                          |                             | |
| Rotterdam                                 |                        |               |                          | Róterdam                    | Porfoto (Sranantongo) Roterdão (Portugees) |
| Schaarbeek                                | Schaerbeek             |               |                          |                             | |
| Schelde                                   | l'Escault              |               | Scheldt                  | Escalda                     | Schelda (Italiaans) Scaldis (Latijn) Šelda (Tsjechisch) |
| Scherpenheuvel                            | Montaigu               |               |                          |                             | |
| Sinaai                                    | Sinay                  |               |                          |                             | |
| Sint-Agatha-Berchem                       | Berchem-Sainte-Agathe  |               |                          |                             | |
| Sint-Amandsberg                           | Mont-St-Amand          |               |                          |                             | |
| Sint-Genesius-Rode                        | Rhode-Saint-Genèse     |               |                          |                             | |
| Sint-Gillis-Waas                          | Saint-Gilles-Waes      |               |                          |                             | |
| Sint-Jans-Molenbeek                       | Molenbeek-Saint-Jean   |               |                          |                             | |
| Sint-Joost-ten-Node                       | Saint-Josse-ten-Noode  |               |                          |                             | |
| Sint-Katelijne-Waver                      | Wavre-Sainte-Cathérine |               |                          |                             | |
| Sint-Lambrechts-Woluwe                    | Woluwe-Saint-Lambert   |               |                          |                             | |
| Sint-Lievens-Houtem                       | Hautem-Saint-Liévin    |               |                          |                             | |
| Sint-Martens-Voeren                       | Fouron-Saint-Martin    |               |                          |                             | |
| Sint-Niklaas                              | Saint-Nicolas          |               |                          | San Nicolás de Flandes      | Синт Никлас (Bulgaars en Russisch) Sintniklāsa (Lets) Sint Niklasas (Litouws) Сінт-Ніклас (Oekraïens) Син Никлас (Servisch) Sint-Niklaos (Zeeuws) |
| Sint-Pauwels                              | Saint-Paul             |               |                          |                             | |
| Sint-Pieters-Rode                         | Rhode-Saint-Pierre     |               |                          |                             | |
| Sint-Pieters-Voeren                       | Fouron-Saint-Pierre    |               |                          |                             | |
| Sint-Pieters-Woluwe                       | Woluwe-Saint-Pierre    |               |                          |                             | |
| Sint-Stevens-Woluwe                       | Woluwe-Saint-Étienne   |               |                          |                             | |
| Sint-Truiden                              | Saint-Trond            |               |                          |                             | |
| Sluis                                     | l'Écluse               |               |                          |                             | Clausulae (Latijn) Sluys (Middel-Nederlands) |
| Spiere                                    | Espierres              |               |                          |                             | |
| Spiere-Helkijn                            | Espierres-Helchin      |               |                          |                             | |
| Temse                                     | Tamise                 |               |                          |                             | |
| Tienen                                    | Tirlemont              |               |                          |                             | |
| Tongeren                                  | Tongres                |               |                          |                             | Atuatuca Tungrorum (Latijn) |
| Ukkel                                     | Uccle                  |               |                          |                             | |
| Utrecht                                   |                        |               |                          |                             | Utert (Fries) Yutorehito ユトレヒト (Japans) Ultra Trajectum (Latijn) |
| Veulen bij Heers                          | Fologne                |               |                          |                             | |
| Veurne                                    | Furnes                 |               |                          |                             | Furuae (Latijn) Veurnes (Middel-Nederlands) |
| Vilvoorde                                 | Vilvorde               |               |                          |                             | |
| Vlissingen                                | Flessingue             | Vlißingen     | Flushing                 | Flesinga                    | Flessinga (Italiaans) Flessingue (Portugees) Flisingena (Lets) Fúlìxīnēn 弗利辛恩 (Chinees) Vurishingen ヴリシンゲン (Japans) |
| Vorsen bij Gingelom                       | Fresin                 |               |                          |                             | |
| Vorst                                     | Forest                 |               |                          |                             | |
| Waasmunster                               | Waesmunster            |               |                          |                             | |
| Waddenzee                                 | mer des Wadden         | Wattenmeer    |                          | mar de Frisia               | Vadehavet (Deens) Waadsee (Fries) Wattemier (Luxemburgs) Watt-tenger (Hongaars) Waddensko more (Kroatisch) Vatu jūra (Lets) Vatų jūra (Litouws) Morze Wattowe (Pools) mar Frísio / mar de Wadden (Portugees) Wadden Denisi (Turks) |
| Wageningen                                |                        |               |                          |                             | Weinum/Weins (Fries) |
| Walshoutem                                | Houtain-l'Évêque       |               |                          |                             | |
| Watermaal-Bosvoorde                       | Watermael-Boitsfort    |               |                          |                             | |
| Winschoten                                |                        |               |                          |                             | Wynskoat (Fries) |
| Zeebrugge                                 | Zeebruges              | Seebrügge     |                          |                             | Zēburyuhhe ゼーブリュッヘ (Japans) |
| Zoutleeuw                                 | Léau                   |               |                          |                             | |
| Zwolle                                    |                        |               |                          |                             | Swol (Fries) |

Veel plaatsnamen hebben oude schrijfwijzen, die soms nog gebruikt worden, bijvoorbeeld in tweetalige Brusselse straatnamen, zoals rue d'Aerschot naast Aarschotstraat, chaussée de Haecht naast Haachtsesteenweg of avenue de Tervueren naast Tervurenlaan. De spellingsvarianten van de plaatsnamen zelf zijn niet als anderstalige exoniemen te beschouwen, maar zijn eerder het gevolg van een "ongewoon trage doorwerking" van een Nederlandse spellingshervorming in het Frans. De schrijfwijze Maestricht of Maëstricht voor Maastricht heeft ook nog lange tijd een internationale bekendheid gehad, die nu stilaan verdwijnt. Toch werd de gemeente Schaarbeek-Schaerbeek bij wijze van uitzondering wel opgenomen in bovenstaande lijst omdat in Brussel deze dubbele schrijfwijze systematisch en officieel gehandhaafd blijft. Voor alle andere Brusselse toponiemen wordt verwezen naar het artikel over de spelling van Nederlandse plaatsnamen.